# Mercatorprojectie

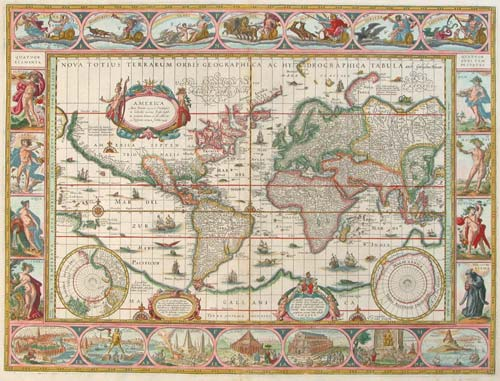
Een kaart van Blaeu volgens de mercatorprojectie.

De normale conforme projectie of mercatorprojectie is een kaartprojectie die genoemd is naar de Vlaamse cartograaf Gerardus Mercator, die deze projectie in 1569 introduceerde. De projectie is een belangrijk speciaal geval van de hoekgetrouwe cilinderprojectie. Dit wil zeggen dat de hoeken tussen verschillende richtingen op de kaart gelijk zijn aan de hoeken tussen die richtingen op het aardoppervlak. Dit betekent in dit geval onder andere dat alle meridianen loodrecht op alle parallellen staan. Vanwege het toenemen of 'wassen' van de staande randminuten wordt een mercatorkaart ook wel wassende kaart of vergrotende breedtekaart genoemd.
Het volledige aardoppervlak, met inbegrip van de polen, vergt een oneindig hoge kaart; op een eindige kaart ontbreken gebieden rond de polen.

## Loxodroom
De mercatorprojectie heeft de bijzondere eigenschap dat kompasrichtingen getrouw worden weergegeven (men noemt dit wel richtinggetrouw). Dit is van groot belang voor de scheepvaart geweest, omdat dus een lijn van constante kompaskoers (loxodroom) op de kaart een rechte lijn is. Hoewel de projectie daarom veelvuldig is toegepast, zeker in het verleden, en in de scheepvaart nog steeds, wordt zij voor meer algemene wereldkaarten in atlassen en dergelijke minder geschikt geacht.

## Nadelen
Geen enkele projectie kan de Aarde weergeven op een plat vlak zonder vervormingen te vertonen. Bij de mercatorprojectie treden oppervlaktevervormingen op, waarbij gebieden groter worden weergegeven naarmate ze verder van de evenaar liggen; op de polen zelf treedt zelfs een oneindige vergroting op. Deze projectie geeft Groenland ongeveer even groot weer als het continent Afrika, terwijl dat continent in werkelijkheid 17 maal zo groot is. Onder meer de Afrikaanse Unie roept op om af te stappen van de Mercatorprojectie. Hier werd tijdens de Koude Oorlog door politici dankbaar gebruik van gemaakt: de Sovjet-Unie leek door zijn noordelijke ligging nog groter en leek op deze manier een grotere bedreiging voor Europa. Een ander nadeel is dat de kortste route tussen twee punten, de grootcirkel of orthodroom, geen rechte lijn is bij deze kaartprojectie. De kortste route van Amsterdam naar San Francisco lijkt op een mercatorprojectie over Engeland, de Atlantische Oceaan en de continentale VS te lopen. In werkelijkheid vliegen vliegtuigen over Schotland, IJsland, Groenland en Canada.

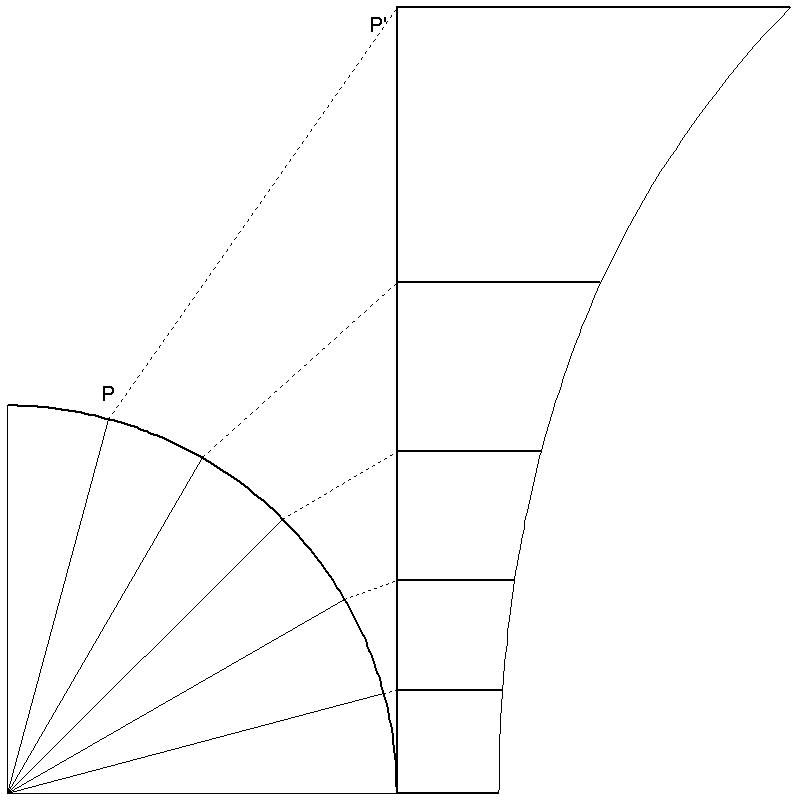
Op hogere breedte wordt de projectie van de breedtegraden steeds groter, de zogenaamde vergrotende breedte. Om hoekgetrouwheid of conformiteit te bereiken, is de projectie echter niet rechtstreeks.

De mercatorprojectie is een cilinderprojectie, dat wil zeggen dat de afbeelding tot stand komt door de bol te projecteren op een cilinder die de bol precies omsluit. Het is echter geen rechtstreekse projectie. Om hoekgetrouwheid te bereiken, wordt een breedte-afhankelijke schaalcorrectie toegepast, de vergrotende breedte. Op de evenaar is de afstand van een lengtegraad vrijwel gelijk aan een breedtegraad, aangezien beide grootcirkels zijn. Aangezien de parallellen kleincirkels zijn, wordt op hogere breedte de afstand van een lengtegraad echter steeds kleiner, om uiteindelijk op de polen nul te worden. Bij de mercatorprojectie houden de lengtegraden echter een gelijke lengte, zodat de breedtegraden vergroot moeten worden om de onderlinge verhouding tussen de afstand van een lengtegraad en een breedtegraad kloppend te houden. Hierdoor rekt de kaart richting de polen steeds meer op. Na 'uitrollen' van de cilinder ontstaat een vlakke kaart.
De projectie wordt beschreven door:
{\displaystyle x\ =r\,\lambda }
{\displaystyle y\ =r\,\ln \left[\tan \left({\frac {\pi }{4}}+{\frac {\varphi }{2}}\right)\right]}
Waarbij λ de lengtegraad is en φ de breedtegraad.

## Andere oriëntatie van de cilinder
Variaties op de mercatorprojectie worden verkregen door twee andere tegenover elkaar liggende punten te kiezen voor de oneindige kaartuiteinden, zoals bij de transversale mercatorprojectie. Ook deze zijn hoekgetrouwe cilinderprojecties, maar de meeste routes met een vaste kompasrichting worden dan niet als rechte lijn weergegeven.
Verder is er de universele transversale mercatorprojectie (UTM), die in feite een combinatie is van een aantal transversale mercatorprojecties.

## Schaal

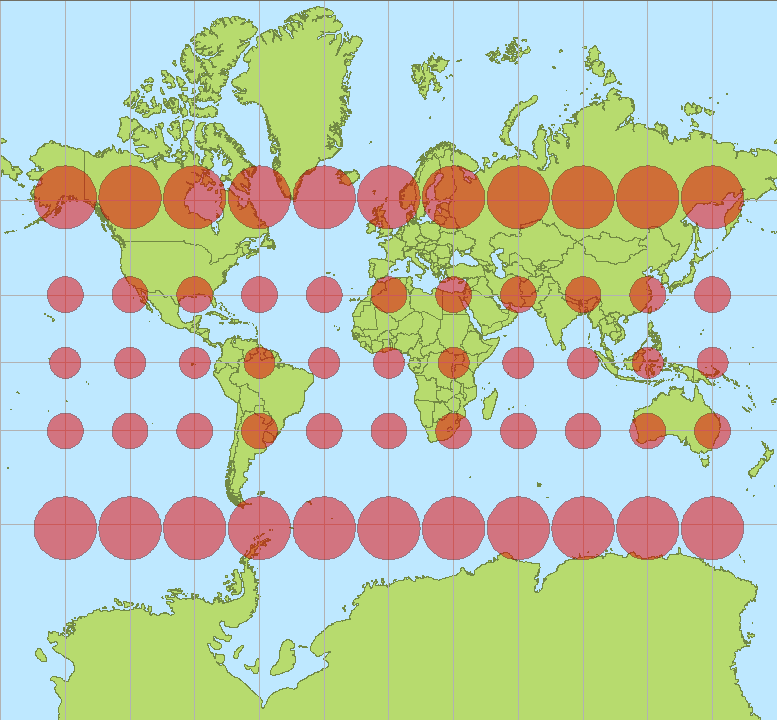
Indicatrix van Tissot van de mercatorprojectie. Bij deze projectie is de schaal niet afhankelijk van de richting, wat tot uiting komt in de cirkelvorm van de ellipsen. De schaal is wel afhankelijk van de breedte, wat tot uiting komt in het groter worden van de cirkels op hogere breedte. In afwijking van de theorie van Tissot zijn de cirkels niet infinitesimaal klein vanwege de zichtbaarheid.

Bij mercatorkaarten wordt de breedtegraad gegeven waarvoor de schaal geldt, aangezien deze groter wordt met toenemende breedte; de vergrotende breedte. De schaal op de evenaar s0 verhoudt zich tot de schaal op breedtegraad b sb volgens de schaalformule:
{\displaystyle s_{b}={s_{0} \over \cos b}}
Vanwege deze veranderende schaal moeten 'verheden', zoals afstanden in het jargon heten, op een mercatorkaart worden afgepast op de middelbreedte — de gemiddelde breedtegraad van een traject — met staande randminuten, de meridiaanminuten die de zijrand van de kaart vormen.

## Toepassingen
De mercatorprojectie wordt veelvuldig gebruikt om interactieve kaarten (door middel van "tiles", een matrix van mini-afbeeldingen) op internet te tonen in een browser. Google Maps en TomTom gebruiken het, net als hun concurrenten OpenStreetMap en Here (voorheen NAVTEQ). Ook voor vaarkaarten wordt het gebruikt. Bij deze toepassingen is de vervorming van minder belang, omdat de meeste navigatietoepassingen richting de polen minder gebruikt worden, en naarmate er wordt ingezoomd, de vervorming steeds kleiner wordt, ook bij de polen. Alleen de polen zelf kunnen niet weergegeven worden, en daarmee ook niet op één kaart een gebied om een pool.